# Hurricane Chris
Christon Dooley Jr. (Shreveport, 7 de março de 1989), mais conhecido por seu nome artístico, Hurricane Chris é um rapper cristão estadunidense. Ele é dono do super single "A Bay Bay". Começou sua carreira aos 15 anos de idade e ate hoje faz sucesso com o single A Bay Bay.

## Discografia
- (2007) - 51/50 Ratchet

### Singles
| Year | Title         | Chart positions | Chart positions | Chart positions | Chart positions | Chart positions | Album         |
| Year | Title         | U.S.            | U.S. R&B        | U.S. Rap        | Pop 100         | U.K.            | Album         |
| ---- | ------------- | --------------- | --------------- | --------------- | --------------- | --------------- | ------------- |
| 2007 | "A Bay Bay"   | 7               | 11              | 3               | 14              | -               | 51/50 Ratchet |
| 2007 | "Hand Clap"   | 72              | 46              | -               | -               | -               | 51/50 Ratchet |
| 2007 | "Playas Rock" | -               | -               | -               | -               | -               | 51/50 Ratchet |

### Compilações
- 2007: Get Out My Bed - Taurus feat. Hurricane Chris
- 2007: Drop and Gimmie 50 - Mike Jones ft. Hurricane Chris